# Robert de Clermont
Robert de Clermont (1256 – 1317. február 7.) Clermont-en-Beauvaisis grófja, a Bourbon-ház őse, IX. (Szent) Lajos francia király és Provence-i Margit legkisebb fia, III. (Merész) Fülöp öccse volt .

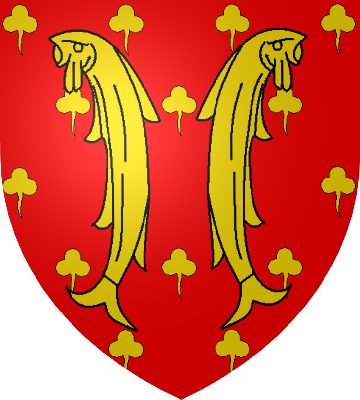
Clermont-en-Beauvaisis grófjainak címere

1268-ban kapta meg apanázsul Clermont grófságát atyjától. 1272-ben vette feleségül Béatrice de Bourgogne-t, Jean de Bourbon lányát, Bourbon örökösét. 1287-től, anyósa halála után lett Bourbon ura is.
Robert 1279-ben, első lovagi tornája alkalmával súlyos fejsérülést szenvedett, ami élete hátralevő részére beszámíthatatlanná tette. Ez nem gátolta meg abban, hogy ettől kezdve sorra nemzze gyermekeit:
- I. (Sánta) Lajos (1279 – 1342), Bourbon első hercege, Clermont és Marche grófja
- Blanche (1281 – 1304), 1303-ban ment feleségül VII. Robert, auvergne-i és boulogne-i grófhoz
- Jean (1283 – 1316), Charolais hűbérura
- Marie (1285 – 1372), apáca Poissy-ben
- Pierre (1287 – 1330 után), pap Párizsban
- Marguerite (1289 – 1309), 1308-ban házasodott össze I. Jean namuri gróffal